# A Bastard's Tale
A Bastard's Tale es un videojuego de acción en 2D, publicado por el estudio sueco No Pest Productions para PlayStation 4 y Microsoft Windows. Recibió críticas generalmente mixtas a negativas.

## Jugabilidad
El juego presenta gráficos básicos pixelados y consiste en derrotar a quince personajes enemigos diferentes, cada uno con sus propias características distintivas, a lo largo de cinco niveles.

## Desarrollo
El juego fue desarrollado y distribuido por el estudio sueco No Pest Productions. Se lanzó en PlayStation 4 el 4 de octubre de 2016.

## Recepción
Según el sitio web agregador de reseñas Metacritic, A Bastard's Tale recibió críticas «generalmente desfavorables» obteniendo una puntuación promedio de 48 de 100 según 7 críticos.